# Magdalena León T
Magdalena León Trujillo (Cayambe, 1959) conocida como Magdalena León T es una economista e investigadora ecuatoriana especializada en economía feminista, economía solidaria y "buen vivir" como paradigma alternativo al desarrollo y sus implicaciones económicas. Es coordinadora de la Red de Mujeres Transformando la Economía (REMTE) y del Grupo Nacional sobre la Deuda de Ecuador. Preside la Fundación de Estudios, Acción y Participación Social (FEDAEPS) y es miembro del grupo de trabajo “Feminismo y Cambio en América Latina y El Caribe” y de "Feminismos, Resistencias y Emancipación" de CLACSO. De 2009 a 2013 integró el equipo de formulación del Plan Nacional para el Buen Vivir de Ecuador. Desde 2019 forma parte del Comité organizador del Foro Social Mundial de Economías Transformadoras.

## Trayectoria
Graduada de la Facultad de Ciencias Económicas de la Universidad Central del Ecuador se especializó en “Relaciones de género, educación y desarrollo” en el Servicio Universitario Mundial, en Santiago de Chile.
Es presidenta e investigadora de la Fundación de Estudios, Acción y Participación Social (FEDAEPS) y coordinadora de la Red de Mujeres Transformando la Economía (REMTE), de la que es integrante desde su fundación en 1997. Es además de miembro del Instituto de Estudios Ecuatorianos, IEE, del grupo de trabajo  "Feminismo y cambio social en América Latina y El Caribe" y de "Feminismos, Resistencias y Emancipaciones" del Consejo Latinoamericano de Ciencias Sociales (CLACSO). También coordina la Secretaría del Consejo Hemisférico del Foro Social Américas y el Grupo Nacional sobre la Deuda de Ecuador.
El trabajo de León T. es referente internacional en el marco teórico del  ‘Buen Vivir’ como paradigma alternativo al “desarrollo” y sus implicaciones económicas. En ese contexto ha intervenido como asesora en el proceso constituyente ecuatoriano y en la definición de políticas públicas y marcos normativos en cuanto a economía social y solidaria, trabajo, producción, soberanía financiera.
León T. trabajó con el presidente ecuatoriano Rafael Correa en la auditoría de la deuda que llevó a cabo su país en 2008 y en el proceso constituyente del Estado de Ecuador. Integró el equipo de formulación del Plan Nacional para el Buen Vivir 2009-2013.
En América Latina, forma parte de los espacios de impulso de una integración alternativa y nueva arquitectura financiera, promoviendo el discurso y debate feministas en estas temáticas y participa como ponente y organizadora en dinámicas de debate teórico y político sobre la transformación económica en la región.

## Buen vivir
Magdalena León desde una perspectiva feminista, introdujo el concepto de “economía del cuidado humano” como expresión del Sumak Kawsay, el "buen vivir", porque “allá se recupera la idea de la vida como eje y categoría central de la economía”.
La filosofía del Buen Vivir o Sumak kawsay tiene como referencia las cosmovisiones de los pueblos y las sociedades originarias de América Latina y se ha desarrollado en la primera década del siglo XXI nutrida del análisis de propuestas planteadas históricamente por la economía feminista y ecología postulando la sostenibilidad ambiental y humana como elementos centrales e indisociables frente a las nociones de economía y riqueza clásica y neoclásica. "La economía ecológica y la economía feminista rompen las fronteras e incorporan elementos que no pasan por el mercado. Elementos que no son cuantificables como los tiempos de cuidado, que no tienen precio ni queremos que lo tengan" señala la economista Cristina Carrasco.
En este marco, Magdalena León T. desarrolla en su investigación la base de una nueva economía para la vida que parta de los principios de complementariedad, reciprocidad con la naturaleza y con los seres humanos propios de las culturas ancestrales andinas y reconceptualiza la idea de trabajo para incluir en él la dimensión de cuidados, un eje central de la existencia humana. En el Buen vivir, hombres y mujeres reivindican cuidados para la naturaleza, pero también deben hacerse conscientes de su necesidad de ser cuidados/as. La vinculación entre el Buen Vivir y el feminismo, según León T. no es solo de principios, sino de prácticas y perspectivas. Los feminismos socialistas, comunitarios y los ecofeminismos materialistas, estarían en vinculación con ese Buen Vivir.

### Economía solidaria y buen vivir
Una economía solidaria no solamente debe estar atada a la producción, sino que debe integrar el ámbito de la reproducción y hacer visible unas relaciones económicas que son las que hasta ahora se fundan en la solidaridad de manera preponderante, aunque en condiciones desiguales, como son las relaciones que se dan en los hogares, porque el móvil de las iniciativas y el trabajo de las mujeres en el barrio, en la comunidad, en la familia es la solidaridad señala León destacando la puesta en valor de la economía social y solidaria, el trabajo de reproducción y el trabajo de cuidados, etc. Así, es necesario -considera- generar espacios de presencia, visibilidad, empoderamiento de otros actores económicos con otra agenda económica en el seno mismo de la estructura del Estado.
En la relación entre economía solidaria y buen vivir León enriquece el debate teórico sobre el nuevo paradigma económico en construcción y plantea algunas necesidades urgentes de reconceptualización indispensables para avanzar en la elaboración de una alternativa al capitalismo neoliberal y al orden colonial, centrada alrededor de la sostenibilidad de la vida. Pero, al mismo tiempo, llama la atención sobre la necesidad de abordar “el reto de construir viabilidad para la transición, partiendo de una realidad pautada o estructurada por el liberalismo” señalan Marian Díez y Carlos Askunze del Equipo de Investigación en Economía Solidaria de la Universidad del País Vasco.
León T. considera que el Buen Vivir no es un enfoque acabado, ni siquiera un modelo sino un horizonte de cambio, un paradigma en construcción que sitúa la reproducción ampliada de la vida como núcleo de la economía. Y en este proceso hacia el cambio señala la Economía solidaria como la más adecuada y la más capaz de ser la base para la construcción de un nuevo sistema económico, como un camino también para recuperar y reinterpretar prácticas y visiones ya existentes o emergentes en nuestros entornos.

## Publicaciones
- Los cambios constitucionales: visiones de sus protagonistas. (1999) Magdalena León T. (Ed)
- Ecuador: la economía solidaria en la búsqueda de un "nuevo modelo", ALAI, Quito, 2008
- Reactivación económica para el Buen Vivir: un acercamiento, ALAI, Quito, diciembre de 2009
- Deudas y crisis: Aproximaciones feministas desde el Sur Archivado el 20 de diciembre de 2016 en Wayback Machine. Hegoa / Acsur, 2010.
- Sumak Kawsay y feminismo: las mujeres en la construcción del Buen Vivir, Revista Südwind, Viena, febrero de 2011.
- Redefiniciones económicas hacia el Buen Vivir: un Acercamiento feminista AWID, 2012.
- La economía del cuidado y la búsqueda del Buen Vivir Revista Cooperamos No. 6, SETECI, Quito, enero de 2013.

- Globalización y Libre Comercio: un acercamiento desde el feminismo, en Mujeres en Resistencia, 2005
- Redefiniciones en la relación deuda - mujeres. 2007 Alai
- Desafíos para una Integración con igualdad: La perspectiva de las mujeres 2007
- Cambiar la economía para cambiar la vida. Desafíos de un economía para la vida publicado en El buen vivir, Alberto Acosta y Esperanza Martínez. Ed. Abya-Yala, Quito 2009
- Democracia y diversidad económicas: un esbozo de las transformaciones constitucionales Entre Voces #15, Grupo Democracia y Desarrollo Local, Quito, agosto/septiembre 2008.
- Buscando alternativas frente a la crisis de deuda en Deudas ilegítimas, crisis mundial y alternativas ALAI y FEDAEPS 2011
- Un esbozo de las transformaciones constitucionales 2008
- El ‘buen vivir’: objetivo y camino para otro modelo 2008
- Economía Solidaria y Buen Vivir. Nuevos enfoques para una nueva economía en Sostenibilidad de la Vida. Aportaciones desde la Economía Solidaria, Feminista y Ecológica. Reas Euskadi diputación Foral de Bizkaia.  ISBN 9788494138775
- Después del "desarrollo": "el buen vivir" y las perspectivas feministas para otro modelo en América Latina.
- Presidentes feministas 2009
- El golpe visto desde el terremoto 2016
- ¿La vida en el centro? Algunas evidencias y contradicciones 2020